# Emily u Parizu
Emily u Parizu (engleski: Emily in Paris) je američka humoristično-dramska i romantična televizijska serija koja se prikazuje na Netflixu. Serija prati Emily (Lily Collins), marketinšku direktoricu koja se iz Amerike seli u Pariz gdje pokušava svladati izazove u poslu, ljubavnom životu i prijateljstvu. 
Serija se prikazuje od 2. listopada 2020.  Do sada su se prikazale tri sezone, a četvrta će biti objavljena u kolovozu i rujnu 2024. godine.

## Radnja
Emily Copper radi u marketinškoj tvrtki Gilbert Group. Nakon što Gilbert Group kupi francusku marketinšku tvrtku Savior sa sjedištem u Parizu, Emily je prebačena u Pariz kako bi preuzela posao marketinga na društvenim mrežama koji njezin šef više ne može prihvatiti.
Kad se javi na posao u Savioru, Emily se susreće s neprijateljstvom svojih kolega, posebno Sylvie, njezine nove šefice. Zamjeraju joj na dolasku u Francusku i smatraju da je smiješno da Emily radi za francusku tvrtku, a ne govori francuski. Tijekom svog boravka u Parizu, Emily se susreće s raznim problemima glede razlika između francuske i američke kulture.

## Glumačka postava

### Glavni glumci
- Lily Collins kao Emily Cooper, 29-godišnjakinja koja se seli iz Chicaga u Pariz na privremeni posao u marketingu[3]
- Philippine Leroy-Beaulieu kao Sylvie, Emilyna oštra i ogorčena šefica Parizu
- Ashley Park kao Mindy Chen, Emilyna prva prijateljica u Parizu, američka dadilja kinesko-korejskog podrijetla i ambiciozna pjevačica
- Lucas Bravo kao Gabriel, Emilyin privlačni susjed iz prizemlja, glavni kuhar u Chez Lavauxu, Camillein bivši dečko i Emilyin ljubavni interes
- Samuel Arnold kao Julien, Emilyin trendi i kazališni suradnik koji čini komični duo s Lucom
- Bruno Gouery kao Luc, Emilyin neobični kolega, koji čini komični duo s Julienom
- Camille Razat kao Camille, Emilyna prijateljica i Gabrielova bivša djevojka koja radi u umjetničkoj galeriji; njezina je obitelj dio francuskog plemstva
- William Abadie kao Antoine Lambert, Emilyin klijent koji posjeduje tvrtku za parfeme Maison Lavaux i ima dugogodišnju aferu sa Sylvie
- Lucien Laviscount kao Alfie, engleski bankar na Emilynom tečaju francuskog i jedan od Emilyinih ljubavnih interesa

## Pregled serije
| Sezona | Sezona | Epizode | Epizode         | Originalno emitiranje | Originalno emitiranje |
| ------ | ------ | ------- | --------------- | --------------------- | --------------------- |
|        | 1.     | 10      | 10              | 2. listopada 2020.    | 2. listopada 2020.    |
|        | 2.     | 10      | 10              | 22. prosinca 2021.    | 22. prosinca 2021.    |
|        | 3.     | 10      | 10              | 21. prosinca 2022.    | 21. prosinca 2022.    |
|        | 4.     | 10      | 5               | 15. kolovoza 2024.    | 15. kolovoza 2024.    |
| 5      | 4.     | 10      | 12. rujna 2024. | 12. rujna 2024.       |                       |

### Prva sezona (2020.)
| Br. u seriji | Br. u sezoni | Naslov                                                     | Redatelj       | Scenarist                  | Nadnevak objave    |
| --- | ------------ | ---------------------------------------------------------- | -------------- | -------------------------- | ------------------ |
| 1. | 1.           | "Emily u Parizu" "Emily in Paris"                          | Andrew Fleming | Darren Star                | 2. listopada 2020. |
| Emily je vrlo uzbuđena i puna sjajnih ideja kada počne raditi u novom uredu u Parizu. Međutim, nailazi na probleme jer ne govori francuski jezik dovoljno dobro. |              |                                                            |                |                            |                    |
| 2. | 2.           | "Masculin féminin"                                         | Andrew Fleming | Darren Star                | 2. listopada 2020. |
| Emily se suočava s problemom nakon što na radnoj zabavi privuče pozornost oženjenog muškarca, koji je ujedno i njezin klijent. |              |                                                            |                |                            |                    |
| 3. | 3.           | "Seksi ili seksistički" "Sexy or Sexist"                   | Andrew Fleming | Darren Star                | 2. listopada 2020. |
| Emily je pozvana na snimanje najnovije reklame De l'Heurea. Međutim, šokirana je kada otkrije da reklama uključuje manekenku koja se šepuri gola niz most dok je muškarci u odijelima promatraju. Ona se svađa s Antoineom tvrdeći da je oglas seksistički, dok on uzvraća da je seksi, što navodi Emily da predloži online marketinšku kampanju koja traži mišljenje kupaca o reklami. |              |                                                            |                |                            |                    |
| 4. | 4.           | "Poljubac je samo poljubac" "A Kiss Is Just A Kiss"        | Zoe Cassavetes | Darren Star                | 2. listopada 2020. |
| Dok pokušava komunicirati u cvjećarnici, Emily spašava Camille, ljubaznu neznanka iz Francuske i vlasnicu galerije koja se pokazala unosnom vezom. Kada Emily otkrije da se Sylvie i Antoine svađaju na poslu, pokušava povećati Sylvien kredibilitet na poslu pretvarajući se da je ona došla na ideju da upari Antoineove parfeme s luksuznim hotelima.                               |              |                                                            |                |                            |                    |
| 5. | 5.           | "Faux amis"                                                | Zoe Cassavetes | Ali Waller i Joe Murphy    | 2. listopada 2020. |
| S više od 20.000 pratitelja na svom Instagram računu @emilyinparis, Emily je pozvana na ručak za influencere, gdje njezini duhoviti postovi o proizvodima brenda privlače pozornost Olivie Thompson. |              |                                                            |                |                            |                    |
| 6. | 6.           | "Ringarde"                                                 | Andrew Fleming | Matt Whitaker              | 2. listopada 2020. |
| Emily se pridružuje Sylvie i Julienu u posjetu ateljeu visokog modnog dizajnera Pierrea Cadaulta. U Café de Flore, Emily upoznaje francuskog profesora filozofije Thomasa. |              |                                                            |                |                            |                    |
| 7. | 7.           | "Francuski kraj" "French Ending"                           | Andrew Fleming | Emily Goldwyn i Sarah Choi | 2. listopada 2020. |
| Budući da Emilyin prijevoz ne stiže, Gabriel je spašava tako što nabavi moped kojim je odveze u klub u kojem Brooklyn, američka glumica, tulumari. |              |                                                            |                |                            |                    |
| 8. | 8.           | "Obiteljska stvar" "Family Affair"                         | Andrew Fleming | Grant Sloss                | 2. listopada 2020. |
| Camille pozove Emily na ručak i upita ju bi li Savoir mogao uzeti vinograd šampanjca njezine obitelji kao klijenta. Mindyna prijateljica i pet djeveruša u Parizu su u procesu kupovine vjenčanica. Camille poziva Emily da se sastane s njezinom obitelji u njihovom dvorcu. Gabriel iznenadi Emily pridruživši im se na vikend izletu, zbog čega se Emily osjeća neugodno.            |              |                                                            |                |                            |                    |
| 9. | 9.           | "Američka aukcija u Parizu" "An American Auction in Paris" | Peter Lauer    | Alison Brown               | 2. listopada 2020. |
| Sylvie nije impresionirana Emilynom idejom da plasira šampanjac Camilleine obitelji. Emily upoznaje Judith Robertson, članicu Američkih prijatelja Louvrea (AFL). Svjesna je Emilyne povezanosti s Pierreom Cadaultom i pita bi li Pierre možda bio voljan donirati haljinu za aukciju na AFL-ovoj dobrotvornoj aukciji.                                                                |              |                                                            |                |                            |                    |
| 10. | 10.          | "Moda isključenja" "Cancel Couture"                        | Peter Lauer    | Grant Sloss                | 2. listopada 2020. |
| Mathieu i Emily odlaze na spoj, ali ih prekida Pierre, koji zove prijeteći otkazivanjem modne revije. Pierre je skriven u svom ateljeu, na rubu slomaje i nikome ne želi pokazati svoju novu kolekciju. Sylvie krivi Emily što je poljuljala njegovo samopouzdanje i otpušta je. |              |                                                            |                |                            |                    |